# Nelson Estupiñán Bass
Nestor Estupiñan Bass (19 septembre 1912 à Súa, Esmeraldas - 1er mars 2002 en Pennsylvanie) est un écrivain équatorien. Originaire de la province d'Esmeraldas, sur la côte pacifique, il passe la majeure partie de sa vie à Quito. Nommé en 1997 candidat pour le Prix Nobel de littérature, il obtient le Prix Eugenio Espejo pour l'ensemble de son œuvre.
Son œuvre la plus connue est cuando los guayacanes florecían (1954), roman historique décrivant le parcours de personnages représentatifs des masses afroéquatoriennes de la province d'Esmeraldas dans la guérilla de Carlos Concha Torres, mouvement insurrectionnel qui dure de 1913 à 1916, après l'assassinat d'Eloy Alfaro. Ce roman, charge puissante contre l'abandon et l'exploitation du peuple noir équatorien, se déroule en deux parties, la première partie retraçant le soulèvement et ses premières victoires, la seconde décrivant l'écrasement des insurgés par les forces gouvernementales. le titre de l'ouvrege, «quand fleurissaient les guayacanes», fait référence à la floraison éphémère et spectaculaire du guayacan, Handroanthus chrysanthus, qui se couvre de fleurs jaunes au début de la saison des pluies,.